# Marktplatz (Halle (Saale))

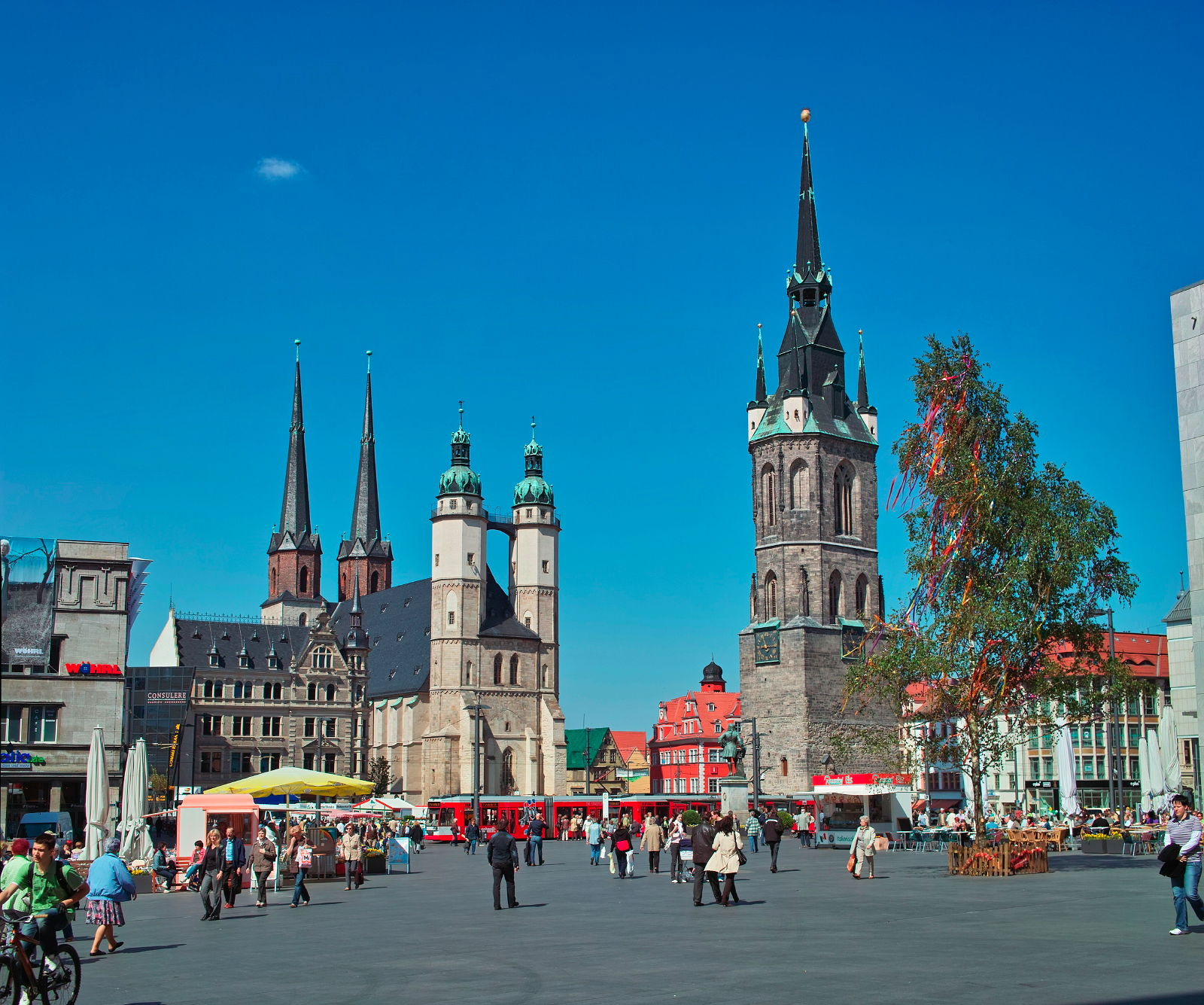
Marktplatz mit Rotem Turm und Marktkirche

Der Marktplatz in Halle (Saale) ist der zentrale und historisch bedeutsame Hauptplatz in der Altstadt von Halle (Saale) in Sachsen-Anhalt, Deutschland und gilt als einer der größten Marktplätze Deutschlands. Neben dem Hallmarkt ist er einer der mittelalterlichen Siedlungskerne der Stadt.
Zu den bedeutenden und dominanten Bauwerken am Platz zählen der Rote Turm, die Marktkirche Unser Lieben Frauen, das Stadthaus, der Ratshof, das Kaufhaus „Julius Lewin“, das Marktschlößchen und das Händel-Denkmal.
Die Südostseite des Marktes von Halle ist seit 1945 unvollständig, hier standen zwischen Stadthaus, Händeldenkmal und Ratshof die historische Ratswaage und das Alte Rathaus.
Nahe der Marktkirche befindet sich das „Geoskop“, ein Guckkasten, durch den die unter dem Platz verlaufende Hallesche Marktplatzverwerfung betrachtet werden kann.